# Unidad musical de la Guardia Real España
La Unidad de Música de la Guardia Real (antigua Banda de Alabarderos) es el batallón musical en la Guardia Real española. Ofrece honores ceremoniales específicamente al Rey de España, a la Familia Real Española y a los miembros de la familia real. La banda de 100 personas es la banda más importante de las Fuerzas Armadas Españolas, y sus funciones se centran principalmente en la capital nacional, Madrid. El Director de la Unidad de Música es el Coronel Armando Bernabeu Andreu, asistido por Francisco Juan Rodríguez como segundo director.
La Unidad Musical de la Guardia Real se organizó por primera vez como un grupo musical singular el 4 de mayo de 1746. Su estructura actual se remonta a 1998 y desde entonces ha estado constituida por la Banda Sinfónica, la Banda de Guerra y la Sección Pífanos.

## Misiones
Las diversas misiones incluyen las siguientes: 
- Proporcionar apoyo musical para los desfiles militares.
- Ofrecer honores al jefe de Estado español y a los líderes extranjeros
- Participa en el Relevo de la Guardia Real en el Palacio Real de Madrid
- Realización de ejercicios militares y operaciones regimentales

La unidad ha demostrado sus habilidades musicales en muchos países a lo largo de Europa, en particular en Londres, París y Moscú.

## Organización
- Mando (Plana / Archivo)
- Banda Sinfónica
- Banda de Guerra
- Sección de Pífanos

## Lista de directores[5]
| Nombre                             | comienzo de plazo | fin de los términos |
| ---------------------------------- | ----------------- | ------------------- |
| Mariano Rodríguez Rubio            | 1841              | 1856                |
| José de Juan Martínez              | 1856              | 1865                |
| José Monlleó                       | 1865              | 1867                |
| Leopoldo Martín Elexpuru           | 1867 / 1868       | 1875 / 1893         |
| Enrique Calvist Serrano            | 1894              | 1895                |
| Eduardo López Juarranz             | 1896              | 1897                |
| Bartolomé Pérez Casas              | 1897              | 1911                |
| Emilio Vega Manzano                | 1911              | 1937                |
| Luis Álvarez Martínez (interino)   | 1937              | 1939                |
| Ignacio Rodríguez Rodríguez        | 1940              | 1957                |
| Rafael Delgado Olives (adjunto)    | 1954              | 1956                |
| Ricardo Vidal Tolosa               | 1958              | 1975                |
| José López Calvo                   | 1976              | 1988                |
| Francisco Grau Vegara              | 1988              | 2008                |
| Celio Crespo Esparza (adjunto)     |                   |                     |
| Antonio Sendra Cebolla             | 2008              | 2010                |
| Enrique Damián Blasco Cebolla      | 2010              | 2020                |
| Francisco Juan Rodríguez (adjunto) | 2016              |                     |
| Armando Bernabeu Andreu            | 2020              | ...                 |